# Й
Й, й (en cursiva: Й, й) és l'onzena lletra dels alfabets rus i belarús. S'anomena и-краткое [i-kràtkaie] (i-breu). Representa una semivocal, equivalent en rus a la I semivocàlica catalana: llei, boicot, aire. En rus, a més, és un marcador de paraules masculines: тpaмвaй, мyзeй (tramvia, museu).

## Taula de codis
| Codificació de caràcters | Tipo      | Decimal | Hexadecimal | Octal  | Binari              |
| ------------------------ | --------- | ------- | ----------- | ------ | ------------------- |
| Unicode                  | Majúscula | 1049    | 0419        | 002031 | 0000 0100 0001 1001 |
| Unicode                  | Minúscula | 1081    | 0439        | 002071 | 0000 0100 0011 1001 |
| ISO 8859-5               | Majúscula | 185     | B9          | 271    | 1011 1001           |
| ISO 8859-5               | Minúscula | 217     | D9          | 331    | 1101 1001           |
| KOI 8                    | Majúscula | 234     | EA          | 352    | 1110 1010           |
| KOI 8                    | Minúscula | 202     | CA          | 312    | 1100 1010           |
| Windows 1251             | Majúscula | 201     | C9          | 311    | 1100 1001           |
| Windows 1251             | Minúscula | 233     | E9          | 351    | 1110 1001           |